# Kreuz Monheim-Süd
Kreuz Monheim-Süd is een knooppunt in de Duitse deelstaat Noordrijn-Westfalen.
Op dit klaverbladknooppunt ten zuidoosten van de stad Monheim kruist de A59 Düsseldorf-Leverkusen de A542 Monheim-Langenfeld.

## Verkeersintensiteiten
In 2005 reden dagelijks 43.600 voertuigen ten noorden en 39.400 voertuigen ten zuiden van het Kreuz Monheim-Süd over de A59. De A542 is met 22.000 voertuigen nog rustiger. Sprake van verkeersproblemen is er zeker niet.

## Richtingen knooppunt
| Aansluitende wegen              | Aansluitende wegen | Aansluitende wegen            | Aansluitende wegen | Aansluitende wegen                         |
| ------------------------------- | ------------------ | ----------------------------- | ------------------ | ------------------------------------------ |
|                                 |                    | richting Monheim / Düsseldorf |                    | richting Langenfeld / Leichlingen Solingen |
|                                 |                    |                               |                    |                                            |
| L43 richting Leverkusen-Hitdorf |                    |                               |                    |                                            |
|                                 |                    |                               |                    |                                            |
|                                 |                    |                               |                    | richting Rheindorf / Leverkusen Köln       |